# Lush
Lush var en engelsk rockgrupp bildad i London 1987. Bandet var ett av de första inom shoegazing, en brittisk subgenre till den alternativa rocken. Inför deras tredje och sista album, Lovelife (1996), övergick gruppen till ett mer britpop-orienterat sound. Efter trummisen Chris Aclands självmord 1996 upplöstes bandet och förblev inaktivt fram till 2015, då bandet återförenades.

## Historia
Gruppen bildades 1987 av Miki Berenyi (sång, gitarr), Emma Anderson (gitarr, sång), Chris Acland (trummor), Meriel Barham (gitarr) och Steve Rippon (bas), och kallade sig ursprungligen för Baby Machines. Barham lämnade gruppen nästan omedelbart, för att senare gå med i sheogazing-bandet Pale Saints. Lush fick så småningom kontrakt med det alternativa skivbolaget 4AD. Under tidigt 90-tal blev de ett av de mest omskrivna banden inom den s.k. shoegazingscenen. De fick inledningsvis god kritik i den brittiska musikpressen, men tidningarna började snart lägga större fokus på bandmedlemmarnas festande. I samband med debutalbumet Spooky 1992 lämnade Rippon bandet och ersattes av Phil King. Sommaren 1992 var de ett av de sju huvudbanden på den kringresande Lollapalooza-festivalen i USA. Efter den relativt förbisedda skivan Split 1994 återkom de till rampljuset mot slutet av den s.k. britpopvågen 1996, då de fick upp tre singlar på topp 30 på Englandslistan.
Efter att Chris Acland oväntat hängt sig i sitt föräldrahem den 17 oktober 1996 splittrades bandet. Efter splittringen bildade Emma Anderson bandet Sing-Sing, medan Miki Berenyi helt lämnade musiken bakom sig.
De tre kvarvarande medlemmarna återförenade bandet 2015. Justin Welch, tidigare medlem i Elastica, ersatte då Acland på trummor. En ny EP, Blind Spot, utgavs i april 2016. I november 2016 tillkännagav Lush via sin hemsida att de skulle splittras igen.

## Diskografi
Studioalbum
- Scar (Mini-LP/CD, 1989)
- Spooky (Dubbel-10"/LP/CD, 1992)
- Split (LP/CD, 1994)
- Lovelife (LP/CD, 1996)

Singlar och EP
- Mad Love (12"/CDM, 1990)
- Sweetness And Light (7"/12"/CDM, 1990)
- De-Luxe (CDM, Promo, 1990)
- Black Spring (7"/12"/CDM, 1991)
- For Love (10"/12"/CDM, 1992)
- Superblast! (Remix) (Japansk CDM, 1992)
- Stray (Remixes) (DJ-12", 1993)
- Lit Up/Rupert The Bear (Fan club flexi-7", 1993)
- Hypocrite (7"/12"/CDM, 1994)
- Desire Lines (7"/12"/CDM, 1994)
- Kiss Chase/Undertow  (Kassett, Promo, 1994)
- Single Girl (7"/2*CDM, 1996)
- Ladykillers (7"/2*CDM, 1996)
- 500 (Shake Baby Shake) (7"/2*CDM, 1996)
- Ciao! (CDM, promo, med Jarvis Cocker, 1996)
- Last Night (12"/CDM, promo, 1996)
- Blind Spot (10/CDM, 2016)

Samlingsalbum
- Gala (LP/CD, 1990)
- Words & Music  (Promo, 1990)
- Cookie (Japansk CD, 1994)
- Topolino (Japansk/Kanadensisk CD, 1996)
- Ciao! - The Best Of Lush (LP/CD, 2001)
- Chorus (CD-box, 2015)